# Syzygium neurophyllum
Syzygium neurophyllum är en myrtenväxtart som beskrevs av Neil Snow. Syzygium neurophyllum ingår i släktet Syzygium och familjen myrtenväxter. Inga underarter finns listade i Catalogue of Life.